# Текуилуитонтли

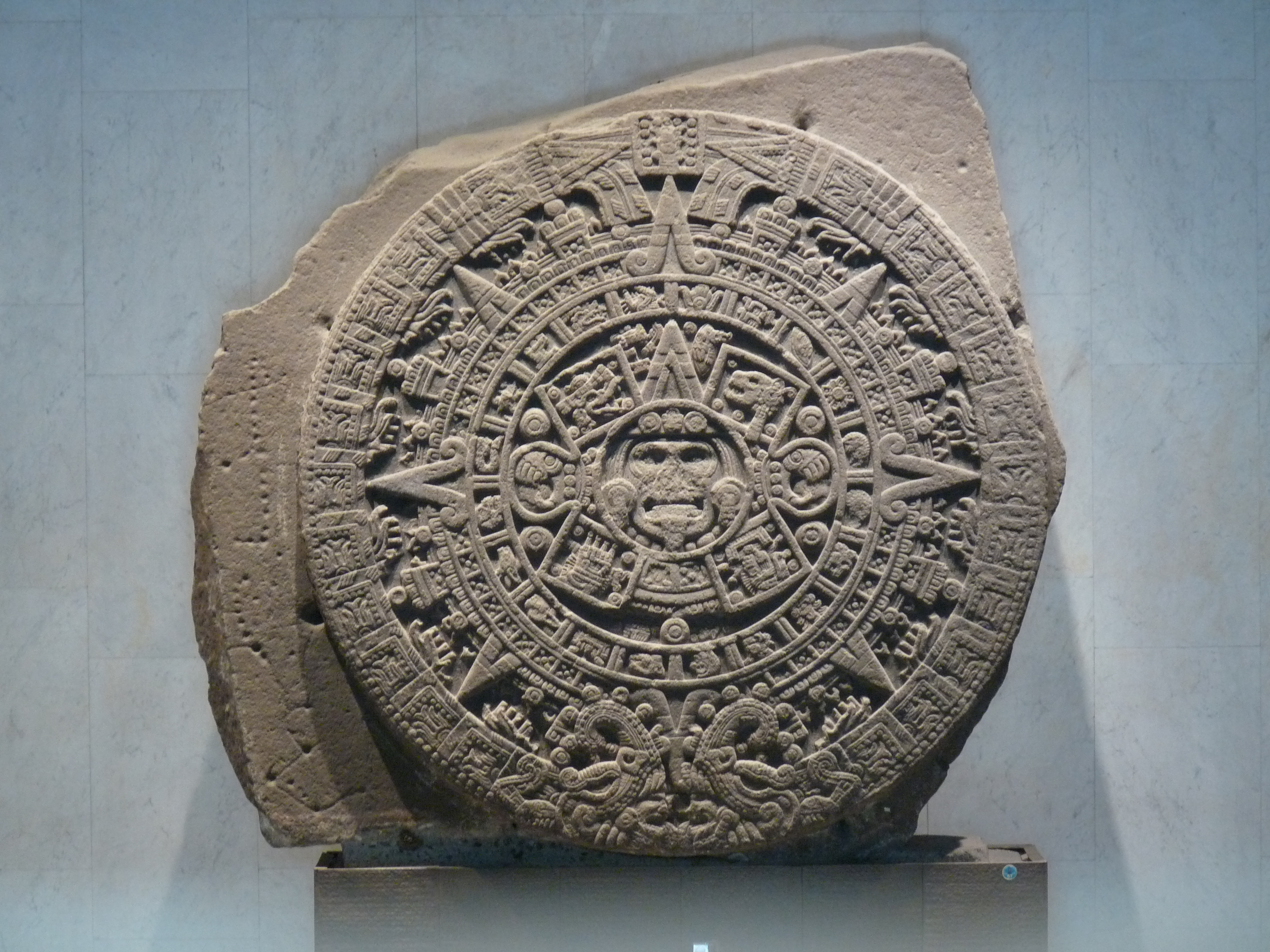
Монолит Камня Солнца, также называемый Календарём ацтеков (Национальный музей антропологии и истории, Мехико)

Текуилуитонтли (аст. Tecuilhuitontli, в переводе: «Маленький пир господ») — седьмой двадцатидневный месяц («вейнтена») ацтекского календаря шиупоуалли, длившийся примерно с 13 июня по 2 июля. Также название праздника, посвящённого божествам Уиштосиуатль и Шочипилли, каждый год проводившегося в этом месяце.

## Календарь
Календарь ацтеков состоял из двух циклов: шиупоуалли (аст. xiuhpohualli, что значит «счёт лет», соответствует хаабу у майя) и ритуального 260-дневного тональпоуалли (аст. tonalpohualli, что значит «счёт дней» или «счёт судеб», соответствует цолькину у майя). Шиупоуалли и тональпоуалли совпадали каждые 52 года, образуя так называемый «век», называвшийся «Новым Огнём». Ацтеки верили, что в конце каждого такого 52-летнего цикла миру угрожает опасность быть уничтоженным, поэтому начало нового ознаменовывалось особыми торжествами. Сто «веков», в свою очередь, составляли 5200-летнюю эру, называвшуюся «Солнцем».
365-дневный шиупоуалли состоял из 18 двадцатидневных «месяцев» (или veintenas) плюс дополнительные 5 дней в конце года. В некоторых описаниях календаря ацтеков говорится, что он также включал високосный год, который позволял календарному циклу оставаться в соответствии с одними и теми же аграрными циклами из года в год. Но в других описаниях говорится, что високосный год был неизвестен ацтекам, и что соотношение месяцев и астрономического года со временем менялось.

## Праздник
Этот месяц, посвящённый богине соли Уиштосиуатль, был месяцем празднования прихода воды и роста урожая. В течение Текуилуитонтли город украшали водяными цветами. Во время праздника приносилась в жертву женщина, олицетворявшая Уиштосиуатль. Важнейшей частью церемоний был танец, исполнявшийся только женщинами; они танцевали, окружив воплощение богини и держа в руках цветущую полынь (iztauhyatl). Участники празднества также украшали себя жёлтыми цветами cempoalxochitl (Tagetes erecta). По окончании церемоний жрецы перерезали воплощению богини горло «пилой» рыбы-пилы (acipaqujtli).
Шочипилли, как покровитель цветов и танцев, также имел определенное влияние на праздник этого месяца. Правитель города должен был танцевать на улицах среди людей и дарить им подарки. Текуилуитонтли называли «Маленьким пиром господ», потому что знать города была обязана устраивать пиры для простых людей. Супруги великих вождей шли с простыми людьми по улицам, украшенные цветами. Жертвы также приносились божествам урожая.